# Syméon (Cossec)
Syméon (světským jménem: Gérard Jean Maurice Cossec; * 12. prosince 1942, Levallois-Perret) je francouzský duchovní Ruské pravoslavné církve, biskup domodědovský a vikář archiepiskopie západoevropských farností ruské tradice.

## Život
Narodil se 12. prosince 1942 v Levallois-Perret. Byl pokřtěn v římskokatolické církvi.
Roku 1965 vstoupil do Řádu cisterciáků. Studoval na Institut Catholique de Paris a na Pravoslavném teologickém ústavu svatého Sergeje. Po setkání s archimandritou Sofronijem (Sacharovem) přešel k pravoslaví.
Dne 18. února 1984 byl postřižen na čtece a 15. prosince na hypodiákona. Dne 10. února byl rukopoložen na diákona a 15. února 1996 postřižen na monacha se jménem Syméon. Kněžské svěcení přijal 21. prosince 1986. Sloužil ve farnosti Ikony Matky Boží Všech strádajících radost a svaté Jenovéfy v Paříži. Roku 1988 byl povýšen na igumena.
Dne 1. srpna 1990 se stal představeným monastýru svatého Siluana Athoského v Saint-Mars-de-Locquenay. Dne 16. března 1993 byl postřižen do velké schimy.
Dne 24. září 2000 byl povýšen archimandritu. Stal se duchovním chersonésoské eparchie. Založil farnosti svatého Jakuba v Quimper a Zvěstování v Angers.
Rozhodl se přejít do jurisdikce Exarchátu farností ruské tradice v Západní Evropě (Konstantinopolský patriarchát). Důvodem byl frankofonní charakter monastýru, který má blíže k exarchátu než k téměř výhradně ruskojazyčné chersonésoské eparchie. Dne 12. října 2007 mu Svatý synod udělil propouštěcí list k přechodu do jurisdikce Konstantinopolského patriarchátu.
Dne 14. září 2019 následoval arcibiskupa Jeana (Renneteau) v přechodu do jurisdikce Ruské pravoslavné církve. Dne 24. ledna 2020 byl zvolen za vikáře archiepiskopie západoevropských farností ruské tradice. Tuto volbu 11. března potvrdil Svatý synod a udělil mu titul biskupa domodědovského. Biskupská chirotonie proběhla 27. června. Hlavním světitelem byl metropolita dubninský Jean (Renneteau).